# Tina Aumont
Maria Christina "Tina" Aumont (Los Angeles, 14 de fevereiro de 1946 – Port-Vendres, 28 de outubro de 2006) foi uma atriz estadunidense. Ela era filha do ator francês Jean-Pierre Aumont e da atriz dominicana Maria Montez.

## Filmografia
- Modesty Blaise (1966) – Nicole
- The Game Is Over (1966) – Anne Sernet
- Texas Across the River (1966) – Lonetta
- Pardon, Are You For or Against? (1966) – Romina
- Man, Pride and Vengeance (1967) – Carmen / Conchita
- Your Turn to Die (1967) – Dolly
- Partner (1968) – Salesgirl
- Alibi (1969) – Filli
- Satyricon (1969) – Circe
- Giacomo Casanova: Childhood and Adolescence (1969) – Marcella
- Come ti chiami, amore mio? (1969)
- Metello (1970) – Idina
- The Howl (1970) – Anita Annigoni
- Corbari (1970) – Ines
- Necropolis (1970)
- The Virgin's Bed (1970) – Prisoner
- Il sergente Klems (1971) – Leila
- Bianco, rosso e... (1972) – Sra. Ricci
- Arcana (1972) – Brenda
- Racconti proibiti... di niente vestiti (1972) – Dirce
- Torso (1973) – Daniela
- Malicious (1973) – Luciana
- Storia de fratelli e de cortelli (1973) – Mara
- Blu Gang e vissero per sempre felici e ammazzati (1973) – Polly
- Les hautes solitudes (1974) – Tina
- The Murri Affair (1974) – Rosa Bonetti
- Il trafficone (1974) – Laura
- Lifespan (1975) – Anna
- The Divine Nymph (1975) – mulher na festa (sem créditos)
- The Messiah (1975) – Adúltera
- La principessa nuda (1976) – Gladys
- Illustrious Corpses (1976) – Prostituta
- Salon Kitty (1976) – Herta Wallenberg
- Giovannino (1976) – Nelly
- A Matter of Time (1976) – Valentina
- Fellini's Casanova (1976) – Henriette / amante de Casanova
- A Simple Heart (1977) – Virginia
- La deuxième femme (1978) – ela mesma
- Holocaust parte seconda: i ricordi, i deliri, la vendetta (1980) – Mãe de Dorothea
- Rebelote (1984) – La bouchère
- Les frères Pétard (1986)
- ZEN – Zona Espansione Nord (1988)
- Sale comme un ange (1991) – (cenas deletadas)
- Les deux orphelines vampires (1997) – La Goule
- Giulia (1999) – La Mère / Mother
- La mécanique des femmes (2000) – (último papel no cinema)